# Наум Атанасијевић
Наум Атанасијевић (Крушево, 1855 — Младеновац, 1908) био је српски трговац и млинар.

## Биографија
Рођен је у Крушеву, а крајем 19. века је заједно са братом Ђорђем настанио подручје које се данас налази у оквиру Младеновца и Аранђеловца. Један је од оснивача Младеновца и био је 1. градоначелник Младеновца од 1894. до 1899. године. Након што је продао наслеђен парни млин основао је лечилиште на Селтерс бањи и пронашао топлу и слану воду од око 50°C на дубини од око 280 метара.